# Danmark set fra luften
Danmark set fra luften er en dansk dokumentarisk optagelse fra 1936.

## Handling
En flyvetur med en propelmaskine fra Jydsk Fyensk Flyveskole, Aarupgaard. Fiskerihavnen i Esbjerg. Margarinefabrikken Alfa i Vejen. Over Lillebæltsbroen. Odinstårnet ved Odense. Storstrømsbroen under opførelse. Margarinefabrikken Alfas fabrik i Nykøbing Falster. Danmarks højeste punkt, Ejer Baunehøj. Silkeborgsøerne og Gudenåens løb. Himmelbjerget. Tangeværket. Aaalborgtårnet. Margarinefabrikken Alfa i Aalborg. Hals Barre ved Limfjordens indsejling. Aalborg igen. Skarrehage Molerværk på Mors. Thyborøn Kanal, Skarreklit ved Bulbjerg og Vesterhavskyst. Hirtshals Havn. Grenen.